# 小川仁士
小川 仁士（おがわ ひとし、1994年6月2日 - ）は、日本の車いすラグビー選手。バイエル薬品/CENTERPOLE所属。2024年パリパラリンピックで金メダルを獲得した。

## 略歴
東京都北区出身。東京都立大山高等学校に在学していた。武蔵村山市在住。
16歳でモトクロス国内B級デビュー。17歳で国内A級に昇格し18歳の時に国際B級へとステップアップし全日本モトクロス選手権に出場。その年のレース中に転倒し頸髄損傷の障害を負って、リハビリで車いすラグビーを始めた。
2021年、東京2020パラオリンピック競技大会において日本代表選手に選ばれて、銅メダル獲得。
2024年、パリパラリンピックに出場し、全戦全勝で日本初の金メダルを獲得。同年、紫綬褒章受章。